# Larosé
Die Larosé GmbH & Co. KG (eigene Schreibweise: LAROSÉ) war ein inhabergeführtes Familienunternehmen für textile Leasingdienstleistungen. Das operative Geschäft wurde 2015 von ALSCO übernommen, die umbenannte Firma verwaltet nun noch die Immobilien. Sie ist nicht zu verwechseln mit der LaRoSe GmbH in Siegburg, deren Geschäftsgegenstand das Anmelden und Verwalten von Patenten sowie das Eingehen von Beteiligungen aller Art ist.

## Geschichte
Im März 1977 gründete Hans Imhoff die Larosé Hygiene-Service GmbH als 100%ige Tochter der Imhoff Industrie Holding in Köln. Der Name Larosé wurde bereits 1966 für die Stollwerck AG, die ebenfalls zur Imhoff Industrie Holding gehört, als Marke für Confiserie-Produkte ins Handelsregister eingetragen. Als die Schokoladenprodukte des Unternehmens unter einem anderen Namen vermarktet wurden, entschied sich Hans Imhoff, ihn für den neugegründeten Geschäftsbereich zu nutzen.
1978 weitete Larosé seine Geschäftstätigkeit aus und übernahm den Berliner Wäschedienst Renée Gumprecht. In den 1980er und 1990er Jahren folgten weitere Unternehmensgründungen und -zukäufe, unter anderem die Übernahme des Ost-Berliner Wäscherei-Unternehmens Rewatex. Seit 1991 nutzte Larosé das rentex-Franchisesystem. Mit einem Investitionsvolumen von 30,7 Mio. Euro entstand Ende 1994 in Berlin die größte Einzelwäscherei Europas. Seit 1997 ist der Textildienstleister Mitglied im Bundesdeutschen Arbeitskreis für Umweltbewusstes Management e. V. Am 30. Juni 2000 übernahm Larosé den Mitbewerber MEWA und war größter Wäscheservice Berlins mit 500 Kunden und 55 Mitarbeitern. Deutschlandweit hatte Larosé 1150 Mitarbeiter und 132 Mio. DM Umsatz. 2002 übergab Hans Imhoff die Geschäftsführung an Annette Imhoff und Christian Unterberg-Imhoff. 2004 führte Larosé mit Rentocare eine eigene Marke für die textile Vollversorgung im Gesundheitswesen ein. 2006 erfolgte die Umfirmierung in Larosé GmbH & Co. KG.
2014–2015 übernahm ALSCO das operative Geschäft der LAROSÉ, die Firma wurde in eine Immobiliengesellschaft umgewandelt.

## Produkte
Larosé war auf dem Gebiet der textilen Leasingdienstleistung um Berufs- und Schutzkleidung, Tisch-, Bett- und Badwäsche sowie die textile Vollversorgung im Gesundheitswesen tätig. Die Leistungen umfassten Anschaffung der Textilien, Wäsche und Pflege sowie Lieferlogistik und Bestandsverwaltung.
Die Kunden kamen  aus Industrie und Handwerk, Handel und Dienstleistung sowie Hotellerie und Gastronomie. Neben Berufskleidung hatte Larosé Schutzausrüstung im Programm, die den Bestimmungen des Arbeitsschutzes genügen sollten. Unter der Marke Rentocare versorgte Larosé Einrichtungen des Gesundheitswesens mit Textilien für den Hygienebereich.
Außerdem führte Larosé ein Verkaufssortiment mit Hygiene- und Verbrauchsartikeln wie Seifenspender, Reinigungsmittel und Einweghandschuhe sowie einen Wechselservice für Schmutzfangmatten.
Toilettenpapiere und Einweghandtücher von Larosé wurden mit dem Blauen Engel ausgezeichnet, weil sie aus 100 % Altpapier bestanden.

## Kennzahlen
| Larosé GmbH & Co. KG (Dez. 2013)       |        |
| -------------------------------------- | ------ |
| Gründung in Köln                       | 1977   |
| Umsatz in Mio. €                       | 66,100 |
| Eigenkapital in Mio. €                 | 23,609 |
| Anzahl der Standorte und Servicecenter | 15     |
| Anzahl Mitarbeiter                     | 900    |
| Anzahl Kunden                          | 5.100  |
| Produktionsleistung pro Jahr in Tonnen | 28.800 |
| Anzahl Fahrzeuge                       | 203    |